# 罕南力克镇
罕南力克镇，是中华人民共和国新疆维吾尔自治区喀什地区疏勒县下辖的一个乡镇级行政单位。

## 行政区划
罕南力克镇下辖以下地区：
博热其一村、塔坎二村、明勒克三村、明勒克霍伊拉四村、喀木其瓦甫五村、诺古特六村、喀拉普拉特七村、马加八村、博亚克其格勒九村、欧喀达十村、玉奇喀拉十一村、塔瓦克其十二村、皮拉勒十三村、尤喀克帕依那普十四村、谢依合来十五村、琼帕依那普十六村、恰喀十七村、协热克十八村、马勒其十九村、恰恰甫二十村、英塔木二十一村、达也克二十二村和诺古特林场二十三村。